# Kurt Mühlhardt
Kurt Mühlhardt (auch unter dem Pseudonym Kurt Hardt; * 11. September 1903 in Berlin; † 20. Juni 1980 in Eckernförde) war ein deutscher Opernsänger, Operettentenor, Refrainsänger und Schauspieler.

## Leben und Werk
Kurt Mühlhardt wurde in Berlin geboren. Nach einschlägiger Ausbildung arbeitete er seit den 1920er Jahren dort als Schauspieler, Kabarettist und Sänger.

### Schauspieler
Nach erfolgreichen Auftritten in den Kurz-Tonfilmen Kabarett-Programm No.2 und Kabarett-Programm No.4 unter der Regie von Kurt Gerron im Jahr 1931 wurde er auch beim Spielfilm engagiert, so z. B. 1932 in dem Harry-Piel-Film Der Geheimagent (auch Ein Mann fällt vom Himmel), wo er einen Sänger spielt. Danach erhielt er noch weitere Rollen in Spielfilmen. Auch als Sprecher in Kultur- und Industriefilmen wurde er eingesetzt.
Nach dem Zweiten Weltkrieg bekam er in der DDR bei der DEFA weiterhin Rollen beim Film und später im Fernsehen.
Er war in zwei Opernverfilmungen der DEFA zu sehen, beide unter der Regie von Gottfried Kolditz, und wirkte auch in zwei Folgen der satirischen Kurzfilmreihe Das Stacheltier mit, 1957 in Immer Kavalier mit Gisela May und 1958 in Mutters Geburtstag.
Nach dem Mauerbau übersiedelte er 1961 nach West-Berlin. Dort war er weiterhin als Schauspieler bei Rundfunk und Fernsehen tätig.
Dem Spielfilm blieb er als Darsteller und als Sprecher im Synchronstudio verbunden.

### Sänger
Ebenso erfolgreich war er im Berlin der 1920er Jahre als Sänger im Fach des Operetten-Tenors, das ihn mit vielen bekannten Kollegen zusammenbrachte. An der Volksbühne war er Partner von Käthe Dorsch. Auch im Berliner Rundfunk war er zu hören. Ab 1948 war er Ensemblemitglied an der Komischen Oper Berlin. Dort trat er unter anderem als Baron Weps in Carl Zellers Der Vogelhändler, als Gefängnisdirektor Frank in Die Fledermaus von Johann Strauss (Sohn) und als Alcindoro in Puccinis La Bohème auf.
Am bekanntesten aber wurde er als Refrainsänger für verschiedene Orchester auf Schallplatten. So sang er bei der „Grammophon“ für die Orchester Egon Kaiser und Hans Georg Schütz, bei Tri-Ergon für die Orchester von Harry Jackson und Géza Komor sowie die „Famous Six“, bei Telefunken für die Orchester von Peter Kreuder und Adalbert Lutter.
Sein Hauptengagement jedoch fand er bei der Schallplattengesellschaft „Kristall“ in Berlin-Reinickendorf, wo er gleich für mehrere deutsche Spitzenorchester singen konnte. Dort arbeitete er mit den Kapellenleitern Fritz Domina, Bernard Etté, Oscar Joost, George Nettelmann, Emil Roósz, Eli Samsonowitsch und Carl Woitschach zusammen.
Ohne auf dem Etikett namentlich genannt zu werden, sang er Refrains auch auf vielen Billig-, Kaufhaus- und Kleinplatten, die Matrizen der „Kristall“ benutzten.
Auch nach dem Krieg arbeitete Mühlhardt als Refrainsänger, jetzt für Kapellen bei der „Amiga“, einer Marke des VEB Deutsche Schallplatten Berlin.

## Tondokumente

### Auf Grammophon
- mit Egon Kaiser
  - Träumen von der Südsee, (Kirchstein-Dehmel), Egon Kaiser Tanz-Orchester, Gesang: Kurt Mühlhardt. Grammophon 2799 A (Matrizennummer: 7989 ½ GR8)
  - Das Fräulein Gerda, (Wernike-Walther) Egon Kaiser Tanz-Orchester, Gesang: Kurt Mühlhardt. Grammophon 2799 B (Matrizennummer: 7988 ½ GR 8), 1938

- mit Hans Georg Schütz
  - Abends in der Taverne, (Bochmann-Pinelli) Orchester Hans Georg Schütz, Gesang: Kurt Mühlhardt. Polydor 14 007 B, 1940

### Auf Kristall
- mit Fritz Domina
  - Schön ist die Liebe im Hafen (1935), Gesang: Kurt Mühlhardt und Kate Kühl. Musik: Karl von Bazant, Text: Hans Schachner
  - Ruck Zuck!, Marsch- u. Tanzlied (Herms Niel) Salon-Orchester Fritz Domina / Gesang: Kurt Mühlhardt und Quartett. Kristall Best. Nr 6386 (mx. C 3429 a)

- mit Bernard Etté
  - Mein kleiner Bruder [träumt von Ihnen Tag und Nacht], Slowfox a.d.Tonfilm “Das Kabinett des Dr. Larifari” (Stolz - Hansen) Bernard Etté und sein Orchester, Refrain: Kurt Mühlhardt. Kristall Best.- Nr 3100 (mx. C 575) September 1930
  - Wir Musketiere der Alpen, Marschlied a. d. Tonfilm „Der Sohn der weißen Berge“ (Becce - Knorr) Bernard Etté und sein Orchester, Refrain: Kurt Mühlhardt. Kristall Best.- Nr 3102 (mx. C 568)
  - Die besser'n älter'n Herr'n sind richtig (Raymond-Meisel/Amberg-Rosen) Bernard Etté und sein Orchester, Refrain: Kurt Mühlhardt. Kristall Best.- Nr 3104 (mx. C 577) 1930
  - Erst kommt ein großes Fragezeichen, Slowfox a.d.Tonfilm “Die Drei von der Tankstelle” (Heymann-Gilbert) Bernard Etté und sein Orchester, Refrain: Kurt Mühlhardt (als “Kurt Hardt”). Kristall Best.- Nr 3146 (mx. C 876) 1930

- mit Oscar Joost
  - Ich hab ein Diwanpüppchen, aus der Operette „Blume von Hawaii“ (Paul Abraham). Oscar Joost und sein Orchester, Refrain: Kurt Mühlhardt mit dem Joost-Terzett. Kristall Best. Nr 3205 (mx. C 1481)
  - Ja, so ein Liebespaar, Waltz a.d.Tonfilm “Zwei Herzen und ein Schlag” (J. u. R.Gilbert) Oscar Joost und sein Orchester vom Eden-Hotel, Berlin. Gesang: Kurt Mühlhardt. Kristall Best. Nr 3255 (mx. C 1716), 1932
  - Gnädige Frau, komm und spiel' mit mir! Slow-Fox aus dem Tonfilm „Quick“(Musik: Werner Richard Heymann-Text: Robert Gilbert) Oscar Joost und sein Orchester vom Eden-Hotel, Berlin. Gesang: Kurt Mühlhardt (auf dem Etikett fälschlich als Kurt Mülhhardt). Kristall Best. Nr 3297 (mx. C 2116.1) 1932
  - Tante Anna - Couplet Foxtrot, (Sarony-Amberg) Kurt Mühlhardt mit Quartett, Oscar Joost und sein Orchester. Kristall Best. Nr 3343 (C 4636.1), 1933
  - Frag nicht! Frag nicht!, Lied und Waltz aus dem Tonfilm „Ein Lied geht um die Welt“ (May/Neubach). Kristall Best. Nr. 6109 (C 4725), 1933

- mit George Nettelmann
  - Ich weiss nicht, wie ich dir's sagen soll (Ascher-Brandt) George Nettelmann u.s.Orchester, Gesang: Kurt Mühlhardt. Kristall Best. Nr 3240 ( mx. C 1646.1 )[23]

- mit Emil Roósz:
  - Mein Herz hat immer Feiertag, (Austin Egen und Fritz German, Text von Willy Rosen und Marcel Lion) Emil Roosz und sein Orchester. Refrain: Kurt Mühlhardt. Kristall Best. Nr 3231 (mx. C 1616) 1931

- mit E.P.Samson (Eli Samsonowitsch)
  - Mein Fräulein kennen Sie schon meinen Rhythmus?[24] Foxtrot aus dem Tonfilm Ihre Majestät die Liebe (Musik von Walter Jurmann, Text von Bernauer und Österreicher) “Kristall”-Orchester, Leitung: E. P. Samson. Gesang: Kurt Mühlhardt (als “Kurt Hardt”). Kristall Best. Nr 3143 (mx. C 878), 1931

- mit Carl Woitschach
  - Lisa, Studentenweise (Fürchtenicht) Grosses Blas-Orchester Dirgt: C. Woitschach. Gesang: Kurt Mühlhardt und Chor. Kristall Best. Nr 2088 (mx. C 4933)

- mit Orchesterbegleitung
  - Die alten Straßen noch, Lied (Peter Gripekoven) Kristall Best. Nr 6070

### Auf Tri-Ergon
- mit den Famous Six
  - O, Dorothee, wenn ich dich seh![25] Slow-Fox (Robert Stolz) Kurt Mühlhardt and the Dance Orchestra of The Famous Six. Tri-Ergon T.E. 6133 (mx. 04577), aufgen. Mai 1931

- mit Harry Jackson / Géza Komor
  - Ferdinand, du bist so ungalant[26] von Bert Reisfeld, Harry Jackson’s Tanz Orch. (Géza Komor) mit Refraingesang: Kurt Mühlhardt von 1930
  - Bin kein Hauptmann, bin kein grosses Tier, Foxtrot (Paul Abraham und H. Székely) Harry Jackson’s Tanz-Orchester (= Géza Komor), Refraingesang: Kurt Mühlhardt. Tri-Ergon T.E. 5779 (mx. 03204) von 1930
  - Eine kleine Sehnsucht, Tango-Einlage zu der Komödie „Phaea“ (Friedrich Holländer) Tango-Kapelle Komor (= Géza Komor), Refrainges.: Kurt Mühlhardt. Tri-Ergon T.E.5874 (mx. 03506) von 1930
  - Auch du wirst mich einmal betrügen, (Stolz, Reisch, Robinson). Harry Jacksons Tanzorchester (= Géza Komor) mit Refraingesang: Kurt Mühlhardt. Tri-Ergon COLORIT 3121, Matr.Nr. 03418 (flexible Kunststoff-Platte)

### Auf Telefunken
- mit Adalbert Lutter
  - Auf einer grünen Wiese (Schroeder-Beckmann) Tanzorchester Adalbert Lutter, Gesang: Kurt Mühlhardt. Telefunken M 6598 (mx. 23 966)

- mit Peter Kreuder
  - Good Bye Johnny - Lied a. d. Tonfilm “Wasser für Canitoga” (Kreuder-Beckmann).
  - Peter Kreuder mit seinem großen Tanzorchester, Refraingesang: Kurt Mühlhardt, Telefunken A 2855 (mx. 23 882) 1938

### Nachkriegsveröffentlichungen
- mit Otto Kermbach
  - Wir sind ja nicht vom Neckar! (Cowler-Seifert) Otto Kermbach und sein Orchester. [Gesang] Kurt Mühlhardt. Amiga Bestell-Nr A 1305 (mx. AM 1356)

- mit Heinz Becker
  - Woll'n wir heute bummeln geh'n? VEB Deutsche Schallplatten Format: [78/min]; 25 cm Label/Katalognummer: Amiga 50/232 [Seite 1 von 2] Sublabel: Sonderklasse. Matrizennummer: AM1553B Weitere Nummern: AM 1553 (Matrizenstammnummer).

## Filmografie (Auswahl)
- 1931: Kabarett-Programm Nr. 4
- 1932: Der Geheimagent
- 1934: Mein Herz ruft nach dir
- 1934: Fräulein Liselott
- 1934: Da stimmt was nicht
- 1937: Opfer der Vergangenheit
- 1938: Im Zeichen des Vertrauens (Industriefilm)
- 1950: Die lustigen Weiber von Windsor
- 1952: Schatten über den Inseln
- 1952: Sein großer Sieg
- 1955: Robert Mayer – Der Arzt aus Heilbronn
- 1956: Zar und Zimmermann
- 1957: Das Stacheltier – Immer Kavalier
- 1957: Mazurka der Liebe
- 1958: Das Stacheltier – Mutters Geburtstag
- 1958: Die Elenden (Les misérables)
- 1958: Der Prozeß wird vertagt
- 1959: Fernsehpitaval: Der Fall Jakubowski (Fernsehreihe)
- 1959: Schneewittchen
- 1961: Der Fall Gleiwitz
- 1961: Der Arzt von Bothenow
- 1961: Die goldene Jurte
- 1962: Der Kronanwalt (Fernsehfilm)
- 1965: Der Fall Michael Reiber (Fernsehfilm)
- 1965: Der Ölprinz (Sprechrolle)
- 1965: John Klings Abenteuer (Fernsehserie) – In geheimer Mission
- 1966: Förster Horn (Fernsehserie) – Die Entscheidung
- 1967: Das Geständnis eines Mädchens
- 1968: Ein ehrenwerter Herr (Fernsehfilm)
- 1970: Auf und davon (Fernsehfilm)
- 1976: Der Mann, der sich nicht traut
- 1981: Der Fall Maurizius (Teil 5)

## Synchronrollen (Auswahl)
- 1957: Karel Höger als Wenzel IV. König von Böhmen in Jan Hus

## Hörspiele
- 1955: Jan de Hartog: Schiff ohne Hafen (Dr. Willemse, Schiffsarzt) – Regie: Lothar Dutombé (Rundfunk der DDR)
- 1960: Walter Karl Schweickert: Pickhuhns Geburtstag – Regie: Helmut Hellstorff (Rundfunk der DDR)
- 1960: Rolf Schneider: Affären (Valerius) – Regie: Werner Stewe (Rundfunk der DDR)
- 1960: Axel Kielland: Einer sagt nein (Richter Sir William Erskine) – Regie: Wolfgang Brunecker (Rundfunk der DDR)